# 連水陸路
連水陸路（れんすいりくろ）は、河川あるいは湖の間をつなぐ陸路である。

## ロシア

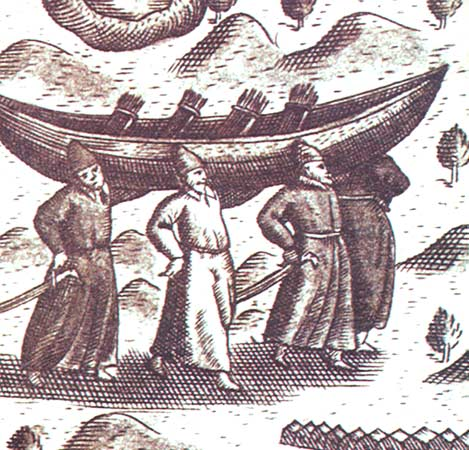
16世紀・コラ半島付近の地図の挿絵。ストルグ(ru)（歴史的な木製河川用平底船）を運ぶ人々。

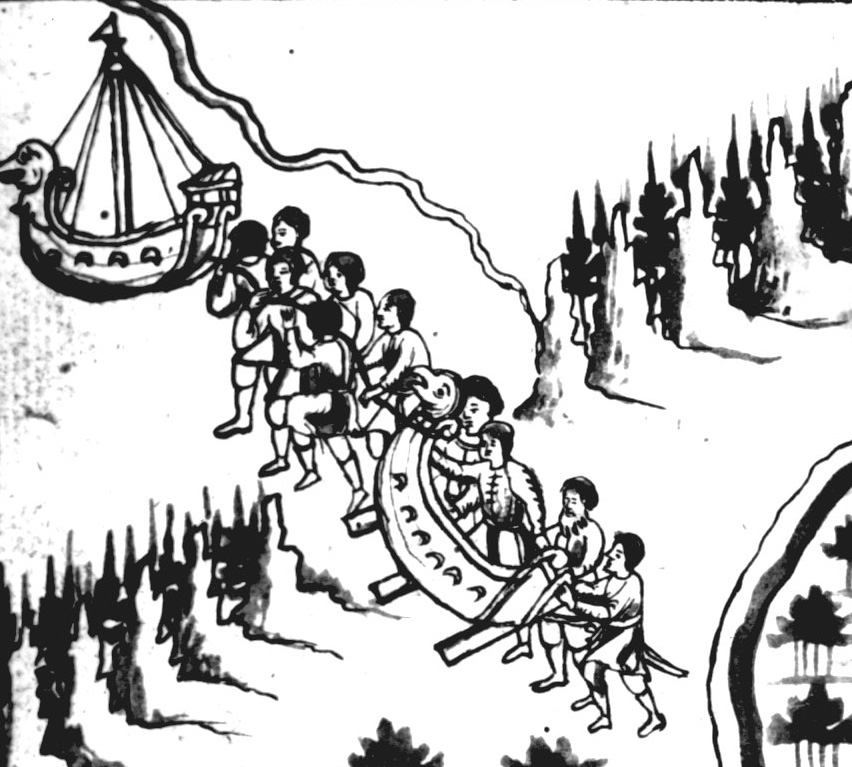
17世紀・タギル連水陸路（タギル川(ru)）を進むイェルマーク。

ロシア語では連水陸路を「волок / ヴォロク」と呼び
、「волочить：引きずる」という動詞に由来する。ロシア・ウクライナ・ベラルーシでは、キエフ・ルーシ期（9 - 13世紀）から連水陸路の利用が記録されており、航行可能な二河川間の連水陸路では、物資とともに、船自体を引きずる、あるいは担いでの運搬が行われた。すなわち、中世にはラヂヤー(ru)（中世の船の一種）や丸木舟などの船が、目的の水路まで連水陸路を越えて運ばれていた。また、連水陸路沿いに建設・発展した都市もある（ヴォロコラムスク、ヴイシニー・ヴォロチョーク等）。
連水陸路の多くは、運河、あるいは車両による他の交通手段に切り替えられたが、いくつかの連水陸路の中には、観光を目的として利用されているものがある。
以下、ロシア内の歴史的な連水陸路の例をあげる。
- スモレンスク連水陸路：カースプリャ川（西ドヴィナ川（ダウガヴァ川）支流。また西ドヴィナ川はバルト海に注ぐ） - ドニエプル川間。スモレンスクから西に14kmのグニョーズドヴォ(ru)を通過する。このルートは中世の交易路・ヴァリャーグからギリシアへの道の一部でもあった[5]。
- ノヴゴロド連水陸路、ヴイシニー（意訳：上流の）連水陸路とも：ツナ川(ru)（ヴォルホフ川、ネヴァ川等を経由してバルト海に注ぐ） - トヴェルツァ川（ヴォルガ川支流）間。トヴェリ州の市ヴイシニー・ヴォロチョークの名はこの連水陸路に由来する。
- ニジニー（下流の意）連水陸路：ムスタ川（ネヴァ川支流） - ボロヴィチ川瀬(ru)[注 3]間。ムスタ川とボロヴィチ北部の小河川、湖を接続しており、名前は上記のヴイシニー連水陸路に対応する名称である。
- ドヴィナ連水陸路：北ドヴィナ川 - ラドガ湖間。
- ヴォルガ・ドン連水陸路(ru)：ヴォルガ川 - ドン川間。現ヴォルゴグラード州。ヴォルガ流域のカムイシン、ドゥボフカ(ru)、ヴォルゴグラード、ドン流域のイロヴリャ(ru)、カラチ・ナ・ドヌ(ru)を接続する役割を担った。1952年、同地にヴォルガ・ドン運河が建設された。
- ヴォルガ連水陸路：サマラ州のジグリ山塊を直進するルート。
- ラーマ連水陸路：ヴォルガ川上流（ラーマ川とその支流を経由） - モスクワ川（モスクワ川の支流を経由）間。ヴォロコラムスクはこのルート上に建設された。
- スラヴ連水陸路：シェクスナ川（ヴォルガ川支流） - ポロゾヴィツァ川(ru)（スホナ川を経由して北ドヴィナ川に注ぐ）間。
- ムィティシ連水陸路(ru)：ヤウザ川（モスクワ川支流） - クリャージマ川（オカ川支流）間。

## ベラルーシ
ベラルーシでは、西ジヴィナ川（ダウガヴァ川）左岸の支流とドニエプル川右岸の支流・ネマン川支流、またドニエプル川右岸・プリピャチ川左岸の支流と西ブーフ川（ブク川）支流・ネマン川支流との間を連水陸路がつないでいた。
- プラウナ連水陸路：ダウガヴァ川、ウラ川(ru)、エサ川(ru) - プラウナ湖(be)間。プラウナ湖を経由してセルフチ川(ru)（ベレジナ川支流）へと接続した[8]。
- ミャゼル連水陸路：ミャゼル湖(ru) - ミャストラ湖(ru)間。
- ドルツク連水陸路：10 - 11世紀[9]。
- Арэхаўскі連水陸路：ルチョサ川(ru)付近。8 - 11世紀[9]。